# Liste der Bodendenkmale in Tetenbüll
In der Liste der Bodendenkmale in Tetenbüll sind die Bodendenkmale der Gemeinde Tetenbüll nach dem Stand der Bodendenkmalliste des Archäologischen Landesamts Schleswig-Holstein von 2016 aufgelistet. Die Baudenkmale sind in der Liste der Kulturdenkmale in Tetenbüll aufgeführt.
| Denkmal-ID           | Befundart | Bezeichnung                      | Zeitstellung         | Lage | Bemerkungen | Bild |
| -------------------- | --------- | -------------------------------- | -------------------- | ---- | ----------- | ---- |
| aKD-ALSH-Nr. 001 534 | Siedlung  | Warft/Deichsiedlung              |                      |      | Warft       |      |
| aKD-ALSH-Nr. 001 535 | Siedlung  | Fething/Süßwassertränke (Warft)  | Mittelalter, Neuzeit |      |             |      |
| aKD-ALSH-Nr. 001 536 | Siedlung  | Warft/Deichsiedlung              |                      |      | Warft       |      |
| aKD-ALSH-Nr. 001 537 | Siedlung  | Warft/Deichsiedlung              |                      |      | Warft       |      |
| aKD-ALSH-Nr. 001 538 | Siedlung  | Warft/Deichsiedlung              |                      |      | Warft       |      |
| aKD-ALSH-Nr. 001 539 | Siedlung  | Warft/Deichsiedlung              |                      |      | Warft       |      |
| aKD-ALSH-Nr. 001 540 | Siedlung  | Fething/Süßwassertränke (Warft)  | Mittelalter, Neuzeit |      |             |      |
| aKD-ALSH-Nr. 001 701 | Siedlung  | Warft/Deichsiedlung „Wolfenbüll“ |                      |      | Warft       |      |
| aKD-ALSH-Nr. 001 702 | Siedlung  | Warft/Deichsiedlung              |                      |      | Warft       |      |
| aKD-ALSH-Nr. 001 703 | Siedlung  | Warft/Deichsiedlung              |                      |      | Warft       |      |